# Skolfederation
Skolfederation är en svensk identitetsfederation inom utbildningssektorn, alltså en sammanslutning av organisationer som kommit överens om att lita på varandras elektroniska identiteter i sina IT-system. Tjänsten fungerar som en nationell struktur för identifiering och inloggning till nätbaserade lärresurser. Den tekniska infrastrukturen för Skolfederation har byggts upp med samma standarder som redan används för den svenska universitets- och högskolefederationen SWAMID. 
Skolfederation är resultatet av ett större projekt, IT-standarder för lärande, som drivs av SIS (Swedish Standards Institute) i SIS TK 450, med syfte att göra det lättare för skolan att använda digitala tjänster och digitalt innehåll med hjälp av gemensamma standarder. Driften av Skolfederation sköts av Internetstiftelsen.